# Eskolaïta
L'eskolaïta és un mineral de la classe dels òxids, que pertany al grup de l'hematites. Rep el seu nom del professor Pentti Eelis Eskola (1883–1964), de la Universitat de Hèlsinki (Finlàndia).

## Característiques
L'eskolaïta és un òxid de fórmula química Cr₂O₃. És l'anàleg de cromi del corindó, l'hematites i la karelianita. Cristal·litza en el sistema trigonal. La seva duresa a l'escala de Mohs es troba entre 8 i 8,5.
Segons la classificació de Nickel-Strunz, l'eskolaïta pertany a «04.CB: Òxids amb proporció metall:oxigen = 2:3, 3:5, i similars, amb cations de mida mitja» juntament amb els següents minerals: brizziïta, corindó, ecandrewsita, geikielita, hematites, ilmenita, karelianita, melanostibita, pirofanita, akimotoïta, auroantimonita, romanita, tistarita, avicennita, bixbyita, armalcolita, pseudobrookita, mongshanita, zincohögbomita-2N2S, zincohögbomita-2N6S, magnesiohögbomita-6N6S, magnesiohögbomita-2N3S, magnesiohögbomita-2N2S, ferrohögbomita-6N12S, pseudorútil, kleberita, berdesinskiita, oxivanita, olkhonskita, schreyerita, kamiokita, nolanita, rinmanita, iseïta, majindeïta, claudetita, estibioclaudetita, arsenolita, senarmontita, valentinita, bismita, esferobismoïta, sil·lenita, kyzylkumita i tietaiyangita.

## Formació i jaciments
Va ser descoberta l'any 1958 al jaciment de coure, cobalt, zinc, níquel, plata i or d'Outokumpu, a la regió de Carèlia Septentrional, Finlàndia. També ha estat descrita a diversos jaciments de manera natural i en meteorits, així com a la Lluna.